# Alle auf den Kleinen
Alle auf den Kleinen war eine deutsche Spielshow, die im MMC-Coloneum in Köln produziert wurde. Die erste Ausgabe wurde am 4. Januar 2013 auf dem privaten Fernsehsender RTL gesendet. Die Show wurde nicht live gesendet, sondern zuvor live on tape aufgezeichnet.
Insgesamt wurden fünf Folgen ausgestrahlt.

## Spielprinzip
Drei Kandidaten spielen in jeder Show um einen Gewinn von bis zu 100.000 Euro. In unterschiedlichen Team- oder Einzelspielen müssen sie  Geschick, körperliche Fitness und Schnelligkeit beweisen. Jeder der Kandidaten besetzt eines der Ressorts Kraft, Kondition und Köpfchen. Voraussetzung für die Kandidaten ist, dass sie größer als Oliver Pocher, also mindestens 1,69 Meter groß sind.
Die drei Kandidaten werden zu Beginn der Show der Reihe nach vorgestellt und müssen direkt in einem Spiel gegen Pocher antreten. Für den Sieg in einem Spiel gibt es einen Punkt. Nach drei Einzelspielen gibt es ein Teamspiel, bei dem alle Kandidaten zusammen gegen Oliver Pocher antreten. Jeder der Kandidaten, der dabei besser als Pocher ist, bekommt einen Punkt für sein Team. Im Gegenzug bekommt Oliver Pocher für jeden von ihm geschlagenen Kandidaten einen Punkt. Ab der zweiten Runde entscheidet das Publikum im Studio, wer das Spiel bestreiten soll. Jeder Kandidat darf allerdings nur einmal pro Runde antreten. Oliver Pocher jedoch tritt in jedem Spiel an. In der ersten Ausgabe durfte er bei einem Spiel seine damalige Ehefrau Alessandra Pocher als Joker wählen. In Ausgabe zwei und drei bestritten sie ein vorher festgelegtes Spiel zusammen. Allerdings hatten sie ihre Trennung schon vor der Ausstrahlung der zweiten Show verkündet. Am Ende der Show gibt es ein Finale, in dem nur einer der drei Kandidaten antreten darf. Wenn sich die Kandidaten selber einigen können, wer von ihnen antreten soll, bekommen die beiden ausscheidenden Spieler in jedem Fall 10.000 Euro. Der Kandidat im Finale spielt dann um 80.000 Euro. Sollten sich die Kandidaten nicht selber einigen, entscheidet das Publikum im Studio. Der gewählte Kandidat spielt dann um die gesamten 100.000 Euro, die beiden anderen bekommen nichts. Die in den vorherigen Runden erspielten Punkte bringen dem Kandidaten mit der höheren Punktzahl einen Vorteil im Finalspiel.
Die Spiele stehen im Zusammenhang mit einer Zeitreise. In einem kurzen Einspielfilm erfahren die Zuschauer chronologisch geordnete Fakten, die untereinander in keinem Zusammenhang stehen, jedoch die Grundlage für das nächste Spiel bilden, welches am Ende des Einspielfilms erklärt wird.

## Moderation
Die Show wurde von Sonja Zietlow moderiert. Heiko Waßer kommentierte die Spiele zusammen mit Alessandra Pocher, die auch nach der Trennung von ihrem Mann noch in der Sendung mitwirkte.

## Sendungen und Quoten
| Ausgabe   | Datum             | Sieger          | Zuschauer | Zuschauer       | Marktanteil | Marktanteil     |
| Ausgabe   | Datum             | Sieger          | Gesamt    | 14 bis 49 Jahre | Gesamt      | 14 bis 49 Jahre |
| --------- | ----------------- | --------------- | --------- | --------------- | ----------- | --------------- |
| Ausgabe 1 | 4. Januar 2013    | Knut Höhler a   | 3,95 Mio. | 2,23 Mio.       | 13,9 %      | 21,1 %          |
| Ausgabe 2 | 7. Juni 2013      | Oliver Pocher b | 2,61 Mio. | 1,26 Mio.       | 11,8 %      | 16,0 %          |
| Ausgabe 3 | 7. September 2013 | Oliver Pocher b | 1,58 Mio. | 0,67 Mio.       | 7,1 %       | 8,2 %           |
| Ausgabe 4 | 25. Oktober 2013  | –               | 3,95 Mio. | 1,76 Mio.       | 14,3 %      | 17,2 %          |
| Ausgabe 5 | 28. Dezember 2013 | –               | 2,43 Mio. | 1,23 Mio.       | –           | 11,1 %          |

## Kritik
„Woraus Stefan Raab die zurzeit beste Samstagabendunterhaltung gemacht hat, daraus macht Pocher ein Vierstundenungetüm ohne Sinn und Verstand, bei dem alle Beteiligten nur ihre Fernsehuntauglichkeit beweisen. Sonja Zietlow zeigt, dass sie keine Moderatorin ist, RTL zeigt, dass es kein ernstzunehmender Sender mehr ist und Oliver Pocher zeigt, dass es keinen Grund gibt in ihm etwas anderes als eine Flitzpiepe zu sehen.“

„Wer wegen des ‚Pocher‘ im Titel der Sendung eingeschaltet hat, wird enttäuscht. Der nämlich spricht wenig und spaßt noch weniger. […] Zwischen Pochers Niesen und Zietlows Zoten ziehen sich die eineinhalb Stunden bis zur ersten Werbeunterbrechung so sehr in die Länge, dass vor allen GfK-Quotenmess-Geräten, die dann noch registriert werden, die Fernbedienungsbediener eigentlich längst eingeschlafen sein müssten.“

„Sowohl die Kandidaten als auch Pocher ab der ersten der insgesamt 240 Sendeminuten jenen Biss vermissen, den Raab und seine Kontrahenten bei ‚Schlag den Raab‘ an den Tag legen. Das macht ‚Alle auf den Kleinen‘ schon nach kurzer Zeit zu einem zweifelhaften Vergnügen. Berechtigterweise fragt Pocher bereits nach 35 Minuten, ob es noch lange dauern würde? Ja, es dauert. Und wie es dauert. […] Gemessen an der im Vorfeld versprochenen Action wirkt ‚Alle auf den Kleinen‘ einfach zu steril. Die Spontanität leidet zugunsten der geplanten Inszenierung. An diesem Eindruck kann auch Moderatorin Sonja Zietlow nichts ändern. Sie ist ein Pluspunkt für ‚Alle auf den Kleinen‘, da sie strukturiert und sortiert durch das RTL-Showknallbonbon führt. […] Als Sidekick sitzt neben dem Kommentator Pochers Ehefrau Sandy. […] Die Anekdoten bewegen sich zwischen peinlich und belanglos. […] Im direkten Vergleich boxt ‚Schlag den Raab‘ in einer höheren Gewichtsklasse, was Spannung betrifft.“